# Acuñación de Sylver
La acuñación de Sylver es un juego matemático para dos jugadores, inventado por John H. Conway. Se trata en el capítulo 18 de Winning Ways for your Mathematical Plays.
Los dos jugadores se turnan para nombrar números enteros positivos mayores que 1 que no son la suma de múltiplos no negativos de números enteros previamente nombrados. El jugador que no pueda nombrar tal número pierde. Por ejemplo, si el jugador A abre con 2, B puede ganar nombrando 3.
La acuñación de Sylver lleva el nombre de James Joseph Sylvester, quien demostró que si a y b son números coprimos enteros positivos, entonces (a -1) (b - 1) - 1 es el número más grande que no es una suma de múltiplos no negativos de a y b. Por lo tanto, si a y b son los dos primeros movimientos en un juego de Sylver, esta fórmula da el número más grande que todavía se pueden reproducir. De manera más general, si el máximo común divisor de las jugadas jugadas hasta ahora es g, entonces solo un número finito de múltiplos de g puede quedar por jugar, y después de que se hayan jugado todos, g debe disminuir en el siguiente movimiento. Por lo tanto, todo juego de acuñación de sylver debe terminar eventualmente. Cuando un juego de monedas de Sylver tiene solo un número finito de movimientos restantes, el número más grande que todavía se puede jugar se llama número de Frobenius, y encontrar este número se llama el problema de la moneda.

## Ejemplo
Un juego de muestra entre A y B:
- A abre con 5. Ahora ninguno de los jugadores puede nombrar 5, 10, 15, ....
- B nombra 4. Ahora ninguno de los jugadores puede nombrar 4, 5, 8, 9, 10 o cualquier número mayor que 11.
- A nombra 11. Ahora los únicos números restantes son 2, 3, 6 y 7.
- B nombra 6. Ahora los únicos números restantes son 2, 3 y 7.
- A nombra 7. Ahora los únicos números restantes son 2 y 3.
- B nombra 2. Ahora el único número que queda es 3.
- A nombra 3, sin dejar nada para B, y gana.

Cada uno de los movimientos de A fue hacia una posición ganadora.

## Análisis
A diferencia de muchos juegos matemáticos similares, la acuñación de Sylver no se ha resuelto por completo, principalmente porque muchas posiciones tienen infinitos movimientos posibles. Además, el teorema principal que identifica una clase de posiciones ganadoras, debido a RL Hutchings, garantiza que dicha posición tiene una estrategia ganadora pero no identifica la estrategia. El teorema de Hutchings establece que cualquiera de los números primos 5, 7, 11, 13,…, gana como primer movimiento, pero se sabe muy poco acerca de los siguientes movimientos ganadores: estas son las únicas aperturas ganadoras conocidas.
Cuando el máximo común divisor de los movimientos que se han realizado hasta ahora es 1, el conjunto restante de números que se puede jugar será un conjunto finito, y se puede describir matemáticamente como el conjunto de espacios de un semigrupo numérico. Algunas de estas posiciones finitas, incluidas todas las posiciones después de que el segundo jugador haya respondido a una de las jugadas ganadoras de Hutchings, permiten una jugada especial que Sicherman llama "final". Un final es un número que solo se puede jugar de inmediato: jugar cualquier otro número lo descartaría. Si existe un finalista, siempre es el número más grande que todavía se puede jugar. Por ejemplo, después de las jugadas (4,5), el número más grande que aún se puede jugar es 11. Jugar 11 no puede descartar números más pequeños, pero jugar cualquiera de los números más pequeños disponibles (1, 2, 3, 6 o 7) descartaría jugar 11, por lo que 11 es un final. Cuando existe un ender, el siguiente jugador puede ganar siguiendo un argumento de robo de estrategia. Si uno de los movimientos que no terminan puede ganar, el siguiente jugador realiza ese movimiento ganador. Y si ninguno de los movimientos que no terminan gana, entonces el siguiente jugador puede ganar jugando el final y obligando al otro jugador a realizar uno de los otros movimientos no ganadores. Sin embargo, aunque este argumento prueba que el siguiente jugador puede ganar, no identifica una estrategia ganadora para el jugador. Después de jugar un número primo que es 5 o más como primer movimiento, el primer jugador en un juego de acuñación de sylver siempre puede ganar si sigue esta estrategia final (no constructiva) en su próximo turno.
Si hay otras aperturas ganadoras, deben ser 3 números suaves (números de la forma 2i3j para enteros no negativos i y j).Porque, si se juega cualquier número n que no sea de esta forma y no sea primo, entonces el segundo jugador puede ganar eligiendo un factor primo grande de n.Los primeros números de 3 suaves, 1, 2, 3, 4, 6, 8, 9 y 12, son todas aperturas perdedoras, para las cuales se conocen estrategias completas por las cuales el segundo jugador puede ganar. Por el lema de Dickson (aplicado a los pares de exponentes (i, j) de estos números), solo un número finito de números de 3 suaves pueden ser aperturas ganadoras, pero no se sabe si alguno de ellos lo es. Conway (2017) ofreció un premio de $ 1000 por determinar quién gana en el primer caso sin resolver, el movimiento de apertura 16, como parte de un conjunto de problemas de premios que también incluyen el problema de 99 grafos de Conway, el espaciado mínimo de los conjuntos de Danzer y la conjetura de Thrackle.